# Hieronymus Wolf
Hieronymus Wolf (n. 13 august 1516, Oettingen in Bayern, Bavaria, Germania – d. 8 octombrie 1580, Augsburg, Sfântul Imperiu Roman) a fost un istoric și umanist german din secolul al XVI-lea, cel mai renumit pentru introducerea unui sistem de istoriografie romană care a devenit în cele din urmă standard în lucrările din istoria greacă medievală.
Denumirea "Imperiul Bizantin" a apărut în 1557, la aproximativ un secol de la căderea Constantinopolului, Hieronymus Wolf a folosit-o când care a introdus un sistem de istoriografie bizantină în opera sa Corpus Historiae Byzantinae pentru a separa istoria Romei antice de acea a Greciei medievale.